# Support de culture
Pour les articles homonymes, voir substrat.

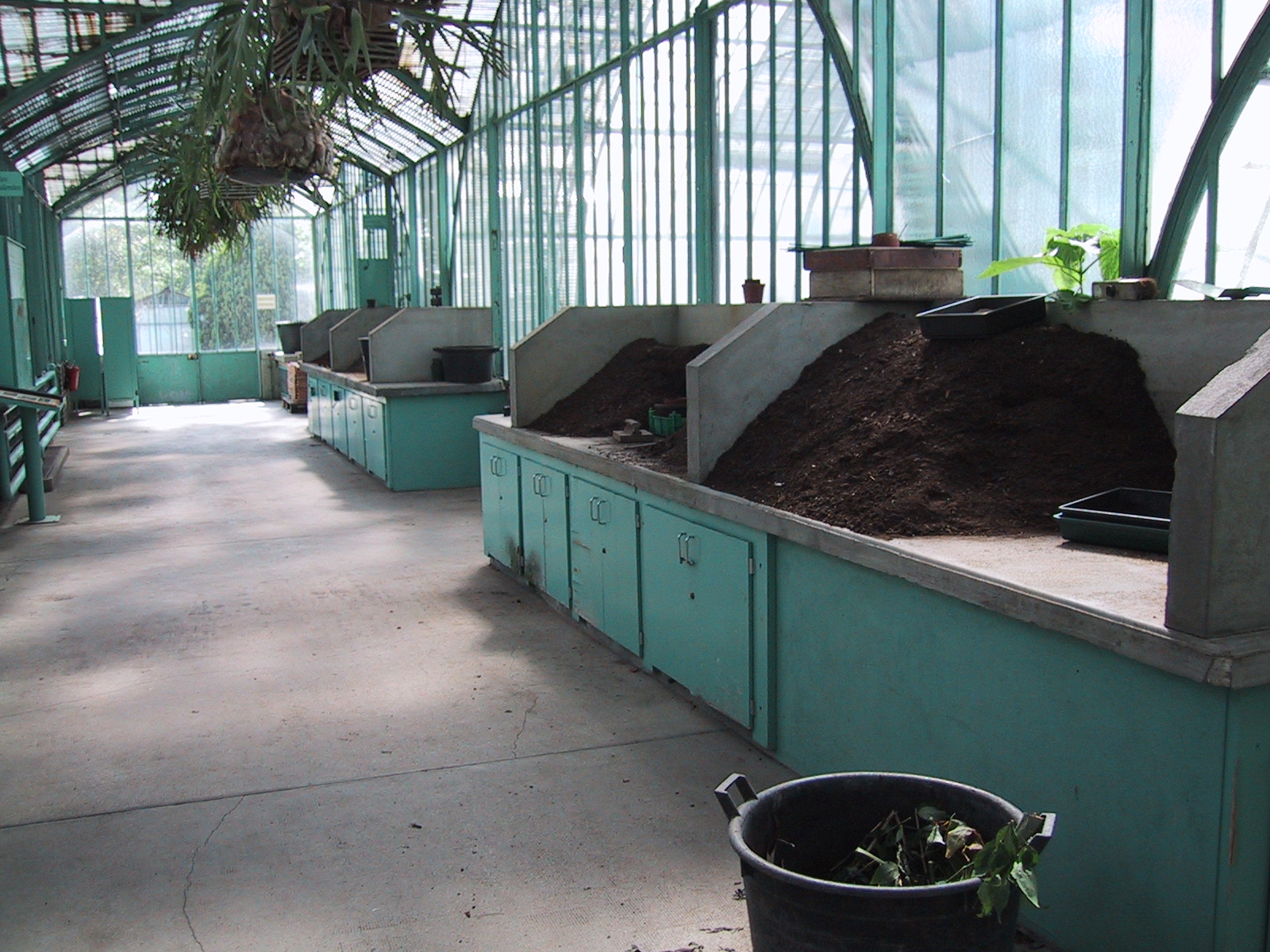
Supports de culture préparés dans une serre

Le support de culture, ou substrat, est l'élément dans lequel un végétal se fixe et puise les minéraux dont il a besoin. Dans la nature, une terre arable constitue le substrat de base ; mais chaque terre, chaque terroir a ses spécificités qui déterminent son usage. Il y a ainsi des terres à blé, à vigne, à maïs, etc. Chaque plante puise dans le substrat selon ses besoins, et c'est pour éviter l'épuisement du sol que les agriculteurs mettent généralement en place une rotation des cultures.
En horticulture, on utilise le plus souvent des substrats reconstitués à partir de différents éléments répondant aux besoins spécifiques de chaque plante.

## Composition
Il n'existe pas de bon substrat « universel » car celui-ci doit être adapté à la plante cultivée. Il est évident qu'un pommier n'a pas besoin du même substrat qu'un cactus. Mais les cinq propriétés principales d'un substrat restent constantes. Il doit pouvoir conserver :
- une certaine quantité d'air (drainage, porosité) grâce à des éléments aérateurs poreux comme des vers de terre dans un sol argileux, de la tourbe, de la fibre de coco, du sable grossier, de la pouzzolane, de la perlite, de la vermiculite ou de l'écorce broyée,
- une certaine quantité d'eau (RFU, porosité) grâce à des éléments poreux et donc rétenteurs d'eau riches en matières organiques comme la tourbe ou la terre végétale, ou une part de bonne argile,
- une certaine quantité de minéraux grâce à des éléments nutritifs (humus ou engrais),
- une bonne capacité d'échange cationique, grâce à la pouzzolane qui a aussi un rôle aérateur ou une part de bonne argile de type smectite qui permet aussi une bonne conservation de l'eau,
- un pH adapté (terre de bruyère pour plante acidophile ou chaulage pour plante calcicole).

Certains terreaux sont fabriqués pour répondre aux besoins spécifiques de telle ou telle plante.

## Pour les bonsaï
Les bonsaï vendus dans le commerce sont le plus souvent dans du terreau ou de l'argile (pour les arbres importés de Chine), mais il est communément admis que ces substrats ne conviennent pas à une bonne culture des bonsaïs, car souvent ils deviennent trop compacts et "durs", ne laissant plus pénétrer l'eau, ce qui conduit à un étouffement des racines et à la mort programmée de l'arbre.
Les substrats conseillés sont :
- l'akadama (une argile cuite qui se présente sous la forme de grains plus ou moins gros), car elle associe à la fois une bonne rétention de l'eau et une aération correcte des racines. Elle peut être utilisée pure ou mélangée à un autre substrat ;
- la kanuma (substrat), très proche de l'akadama, à ceci près qu'elle est acide, elle convient donc au plantes acidophiles comme l'azalée ;
- le sable, qui doit être associé à d'autres substrats. Attention à ne jamais utiliser de sable de mer ;
- le kiryu, la pierre ponce, sont des substrats aux propriétés identiques: ils ont une bonne rétention d'eau, n'étouffent pas les racines, et grâce à leurs aspérités, permettent une bonne division racinaire.

## Aquariophilie
En aquariophilie, les substrats font également partie de la décoration, et jouent un rôle essentiel pour l’hébergement des bactéries qui participent, notamment, au cycle de l’azote. On utilise diverses formes et granulométries de sable (sable de Loire, quartz, etc.), de la pouzzolane, du terreau, etc. Le substrat influence également les propriétés physico-chimiques de l’eau, par exemple en altérant sa dureté.